# كاظم رجوي
كاظم رجوي (ولد في ۰۸ فبراير ۱۹۳۵ في طبس - توفي في ۲۴ نیسان ۱۹۹۰ في كوبه) كان عضوًا في المجلس الوطني للمقاومة الإيرانية وشقيق مسعود رجوي. كاظم رجوي اغتيل في سويسرا .
كاظم رجوي حاصل علی دكتوراه في القانون من فرنسا ودرجة البكالوريوس في علم الاجتماع وكذلك العلوم السياسية وعضو هيئة التدريس بالمعهد العالي للقانون الدولي بجامعة جنيف . كان أستاذا في جامعة نفسها . عاش کاظم رجوي في فرنسا من عام ۱۹۵۷ إلى عام ۱۹۶۸، ثم استقر في سويسرا وحصل على حق اللجوء السياسي. ساهم في الجهود الدولية للدفاع عن حقوق الإنسان في إيران وكان " الصوت الرئيسي ضد حكومة التطرف الدیني " في ایران.

## الأنشطة
عندما قُبض على مسعود رجوي وحُكم عليه بالإعدام عام ۱۹۷۱ ، نظم كاظم رجوي حملة دولية  استطاعت تخفيض عقوبته إلى السجن المؤبد ومنع إعدامه.
كان أول ممثل لإيران في مکتب الأمم المتحدة في جنيف بعد ثورة ۱۹۷۹ . لكن بعد فترة وجيزة من تعيينه في هذا المنصب ، استقال احتجاجًا على ما أسماه السياسات القمعية والأنشطة الإرهابية لحكم رجال الدين في إيران. بعد ذلك كثف نشاطه ضد الإعدامات الجماعية والاعتقالات التعسفية والتعذيب.

## الارهاب

### کیف اغتیل
قُتل كاظم رجوي بالرصاص بالقرب من منزله في كوبيه ، بالقرب من جنيف ، قبل بضع دقائق من الظهر یوم ۲۴ نیسان ۱۹۹۰ وفقًا لتقرير الواشنطن بوست عام 1993 ، فإن اغتيال كاظم رجوي ربما يكون أوضح حالة تتعلق بطهران.
وأظهرت التحقيقات تورط بعض قادة الحكومة الإيرانية في التخطيط لمحاولة الاغتيال هذه. تمت الإشارة إليه في الحكم الدولي لمطاردة الجناة: أوضحت التحقيقات أن إعدام كاظم رجوي كان مخططًا له بعناية. جاءت فرق الكوماندوز إلى سويسرا مرة واحدة في أكتوبر 1989 ، ثم في أواخر يناير وأوائل فبراير 1990 ، وأخيراً من 10 إلى 24 أبريل 1990. خلال المرحلة الأخيرة ، قام الجناة بمراقبة ضحيتهم قبل أن يتخذوا أي إجراء ، ولهذا الغرض قاموا باستئجار سيارات في جنيف ولوزان في أوقات مختلفة. تمكن الجناة من الفرار من سويسرا بعد ساعات من القتل. ومنذ ذلك الحين ، تواصل البحث عنهم وصدرت أوامر اعتقال دولية .
وفقًا لتقرير الواشنطن بوست عام 1993 ، فإن اغتيال كاظم رجوي ربما يكون أوضح مثال على العلاقة بين منفذي الاغتيال وطهران.

### ملاحقة الجناة
في التحقيق في هذه القضية ، أعلنت سويسرا عن احتمال تورط عدد من المسؤولين الحكوميين الإيرانيين في جريمة القتل هذه إلى جانب نشر أسماء 14 مشتبهاً بهم ، والتي استمرت في إصدار مذكرة توقيف دولية . علي فلاحيان ، وزير المخابرات الإيراني السابق ، اتُهم بالقتل في عام 2006.
وفقًا لمايك بومبيو ، فإن المسؤولين الإيرانيين " تصرفوا بأعلى أوامر حكومتهم لإسكات المعارضة وإظهار أنه لا يوجد أحد في مأمن من النظام الإيراني ". وبحسب وزارة الخارجية ، فإن "هؤلاء الـ 13 شخصًا ، الذين ظهروا على أنهم دبلوماسيون إيرانيون ، كانوا يتصرفون بأوامر عليا من حكومتهم لإسكات المعارضة وإظهار أنه لا يوجد أحد في مأمن من النظام الإیراني ، بغض النظر عن المكان الذي يعيشون فيه " . المشتبه بهم هم : صادق بابايی، وعلي رضا همداني وسعيد دانش وعلي هادوي وسعيد همتي ومحمد رضا جزایری ومشان اصفهاني وعلي مصلح عراقي وناصر بورمیرزایی، ومحسن بور شفیعي، ومحمد رضوانی، ومحمود سجادیان ویدالله صمدي كما تورط في هذا الاغتيال محمد حسين ملايك ( سفير إيران في سويسرا ) وكريم أبادي ( القنصل العام الإيراني في جنيف ).
في نوفمبر 1992 ، تم القبض على اثنين من المشتبه بهما ، محسن شريف أصفهاني وأحمد طاهري ، في فرنسا . بعد ثلاثة أشهر ، قررت المحكمة العليا في باريس تسليم هذين الشخصين إلى سويسرا . لكن الحكومة الفرنسية أعادت سرا هذين المشتبه بهما إلى إيران.
تسبب قرار إعادة المشتبه بهم إلى إيران في احتجاجات في جميع أنحاء فرنسا وأدانته الولايات المتحدة . کما ادان البرلمان الأوروبي  الجمهوریة الإسلامیة بسبب الاغتیال وکذلک لانتهاکها المستمر لحقوق الإنسان داخل إیران وخارجها. ومع ذلك ، مكتب المدعي العام لمقاطعة كانتون وو ، وهي منطقة في غرب سويسرا ، أعلنت في 29 مايو 2020 أن القضية تخضع لقانون التقادم وأن التحقيقات ستتوقف قريبًا وسيتم إغلاق القضية ما لم يقدم المحامون أي اعتراضات رسميًا قبل 17 يونيو 2020. وقوبل قرار النيابة السويسرية هذا باحتجاج شديد من قبل المجلس الوطني للمقاومة الإيرانية ، الذي أدانه بإصدار بيان وطالب بإبقاء ملف القضية مفتوحا. دولية فيما يتعلق بهذه القضية ضد السيد علي خامنئي وحسن روحاني سكرتير مجلس الأمن الأعلى في إيران انذاک ، و علي أكبر ولايتي وزيرًا للخارجية آنذاك. في أغسطس 2020 ، حظرت وزارة الخارجية الأمريكية إصدار تأشيرات لـ 14 إيرانيًا وعائلاتهم بتهمة الاغتيال وانتهاكات حقوق الإنسان . 13 من هؤلاء الأشخاص مرتبطين باغتيال كاظم رجوي. لم يتم الإعلان عن أسماء هؤلاء الأشخاص.

### إعادة فتح القضية
في 9 سبتمبر 2020 ، أعلن مكتب المدعي العام لمقاطعة کانتون وو عن قراره بإعادة فتح قضية مقتل كاظم رجوي وتقديمها إلى مكتب المدعي العام السويسري في رسالة إلى نائب المدعي العام للاتحاد السويسري. وفقًا للرسالة أعلاه ، فإن إعادة النظر في هذه القضية ستكون في سياق الإبادة الجماعية والجريمة ضد الإنسانية.

### رسالة إلى نائب المدعي العام للاتحاد السويسري
واقترح محامي كانتون وو في رسالة إلى نائب المدعي العام للاتحاد السويسري أن يتم التحقيق في اغتيال كاظم رجوي باعتباره جريمة ضد الإنسانية وليس مجرد جريمة قتل عادية ؛ لذلك اقترح إحالة القضية إلى المدعي العام ، لأن الإبادة الجماعية والجرائم ضد الإنسانية تدخل حصريًا في اختصاص الاتحاد السويسري. في أبريل ، وقع عشرة سياسيين وشخصيات في جنيف مقالًا في تريبيون دو جنيف ينتقد الإفلات من العقاب في قضية رجوي ، حيث قال جان زيجلر إن إغلاق القضية يرقى إلى "إفلات القتلة من العقاب داخل الاراضي السويسریة".

## أنظر أیضا
- مسعود رجوي
- المجلس الوطني للمقاومة الإيرانية